# Одиссея

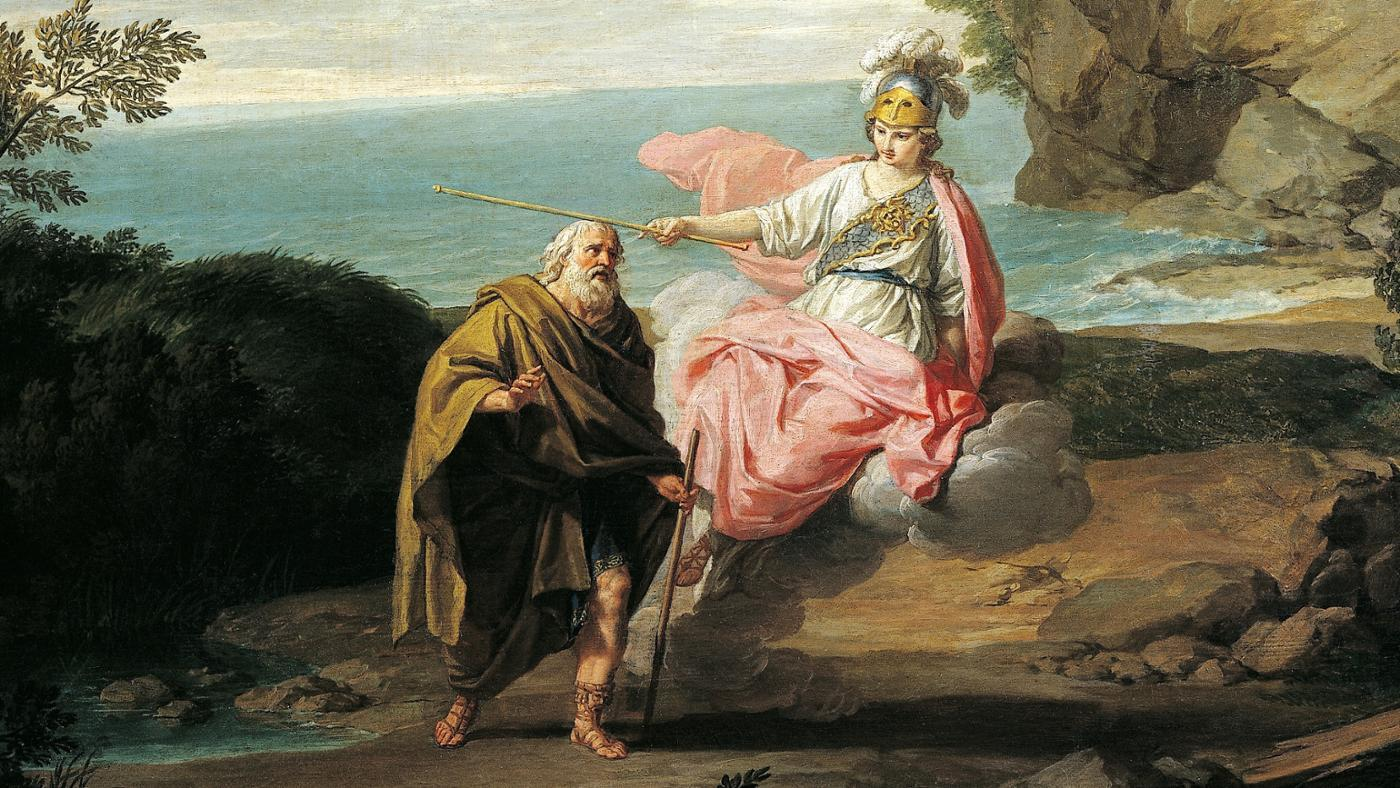
Афина превращает Одиссея в старика, чтобы его не узнали женихи

«Одиссе́я» (др.-греч. Ὀδύσσεια) — вторая после «Илиады» классическая поэма, приписываемая древнегреческому поэту Гомеру. Создана в VIII веке до н. э. или несколько позже. Рассказывает о приключениях мифического героя по имени Одиссей во время его возвращения на родину по окончании Троянской войны, а также о приключениях его жены Пенелопы, ожидавшей Одиссея на Итаке.
Как и другое знаменитое произведение Гомера, «Илиада», «Одиссея» изобилует мифическими элементами, которых здесь даже больше. Большинство приключений в поэме описывает сам Одиссей во время пира у царя феаков Алкиноя.

## Состав поэмы
Поэма, написанная гекзаметром (шестистопным дактилем), состоит из 12 110 стихов. Нынешний вид — разделение на 24 песни, она приобрела в III в. до н. э., когда один из первых библиотекарей Александрийской библиотеки Зенодот Эфесский, изучив поэмы Гомера «Илиада» и «Одиссея», разделил каждую на 24 песни (рапсодии) — по числу букв греческого алфавита и обозначил каждую песнь буквами греческого алфавита (заглавными — «Илиаду», строчными — «Одиссею»).

### Первая строфа

Начало поэмы

Как и «Илиада», «Одиссея» также начинается с обращения — к Музе (Ἄνδρα μοι ἔννεπε, Μοῦσα, πολύτροπον):
Муза, скажи мне о том многоопытном муже, который
Долго скитался с тех пор, как разрушил священную Трою,
Многих людей города посетил и обычаи видел…

### Сюжет

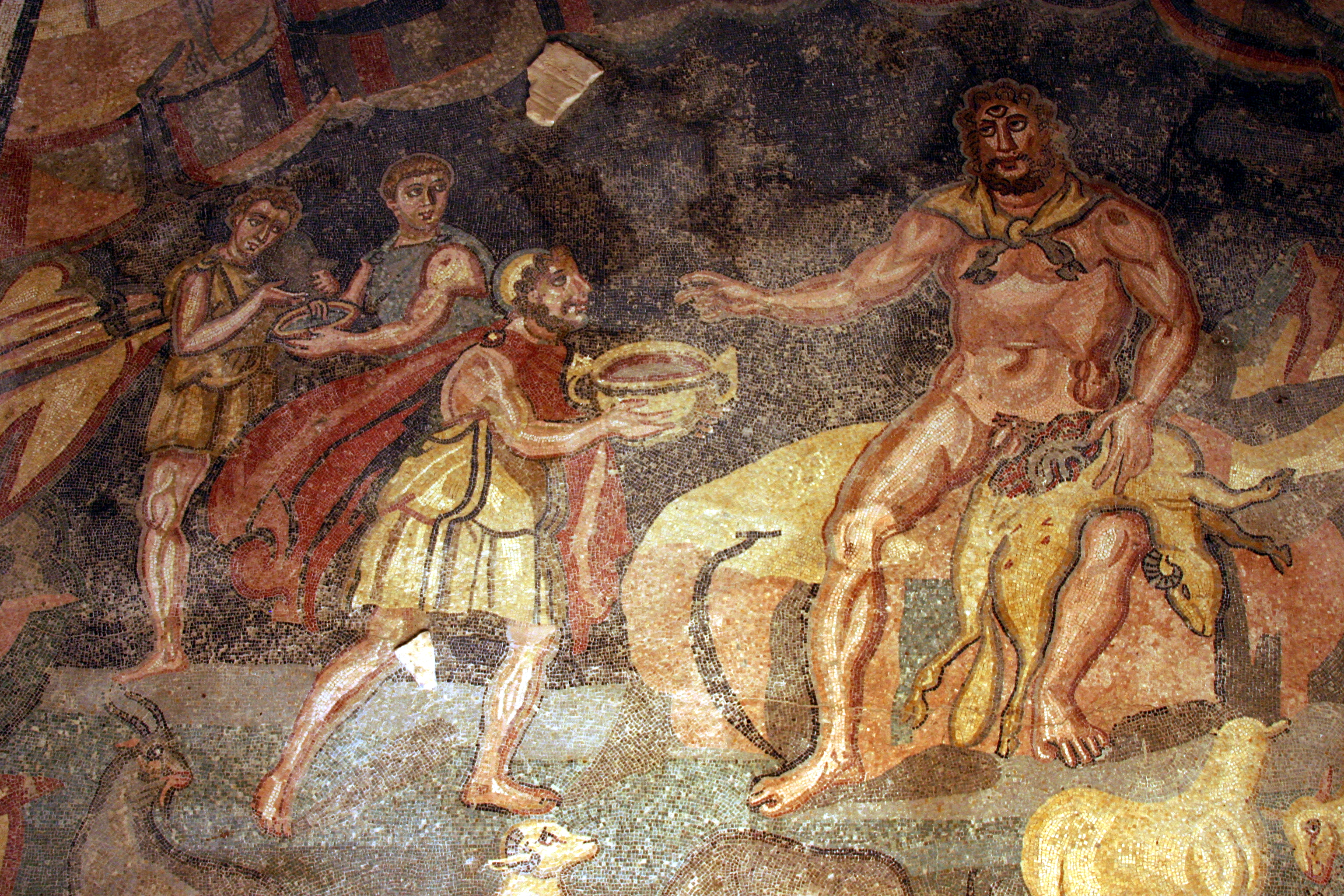
Одиссей поит вином Полифема. Мозаика из Вилла дель-Казале, Сицилия, нач. IV в. н. э.

- 1-я песнь. Начало повествования в «Одиссее» отнесено к 10-му году после падения Трои. Одиссей томится на острове Огигии, насильно удерживаемый нимфой Калипсо; в это время на Итаке к его жене Пенелопе сватаются многочисленные женихи, пирующие в его доме и расточающие его богатства. По решению совета богов, покровительствующая Одиссею Афина направляется в Итаку и побуждает юного Одиссеева сына Телемаха отправиться в Пилос и Спарту расспросить о судьбе отца.
- 2-я песнь. С помощью Афины Телемах (тщетно пытавшийся удалить из дома женихов) тайно уезжает из Итаки в Пилос.
- 3-я песнь. Престарелый царь Пилоса Нестор сообщает Телемаху сведения о некоторых ахейских вождях, но за дальнейшими справками направляет его в Спарту к Менелаю.
- 4-я песнь. Радушно принятый Менелаем и Еленой, Телемах узнаёт, что Одиссей находится в плену у Калипсо. Меж тем женихи, испуганные отъездом Телемаха, устраивают засаду, чтобы погубить его на обратном пути.
- 5-я песнь. С V книги начинается новая линия ведения рассказа: боги посылают Гермеса к Калипсо с приказом отпустить Одиссея, который на плоту пускается по морю. Спасшись чудом от бури, поднятой враждебным ему Посейдоном, Одиссей выплывает на берег острова Схерии, где живёт счастливый народ — феаки, мореплаватели со сказочно быстроходными кораблями.

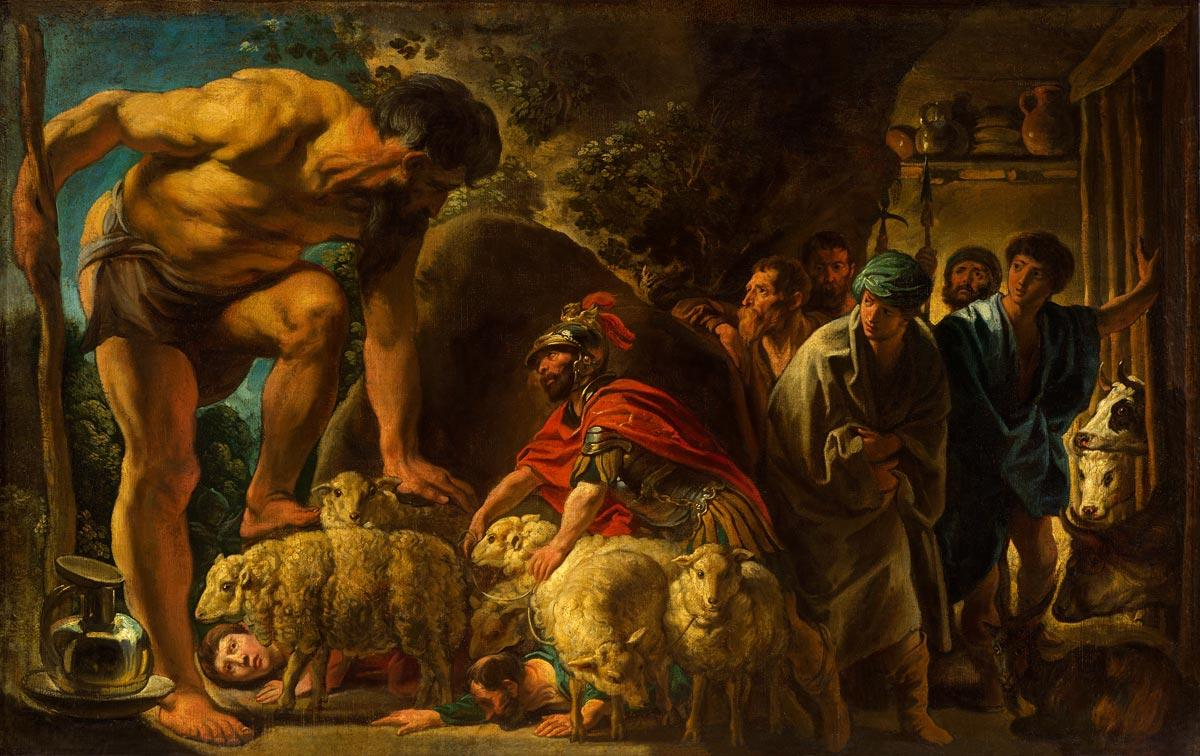
Йорданс, Якоб. Одиссей в пещере Полифема. XVII век, Музей имени Пушкина, Москва

- 6-я песнь. Встреча Одиссея на берегу с Навсикаей, дочерью царя феаков Алкиноя.
- 7-я песнь. Алкиной принимает странника в своём роскошном дворце.
- 8-я песнь. Алкиной устраивает в честь странника пир и игры. На играх слепой певец Демодок поёт о подвигах Одиссея.

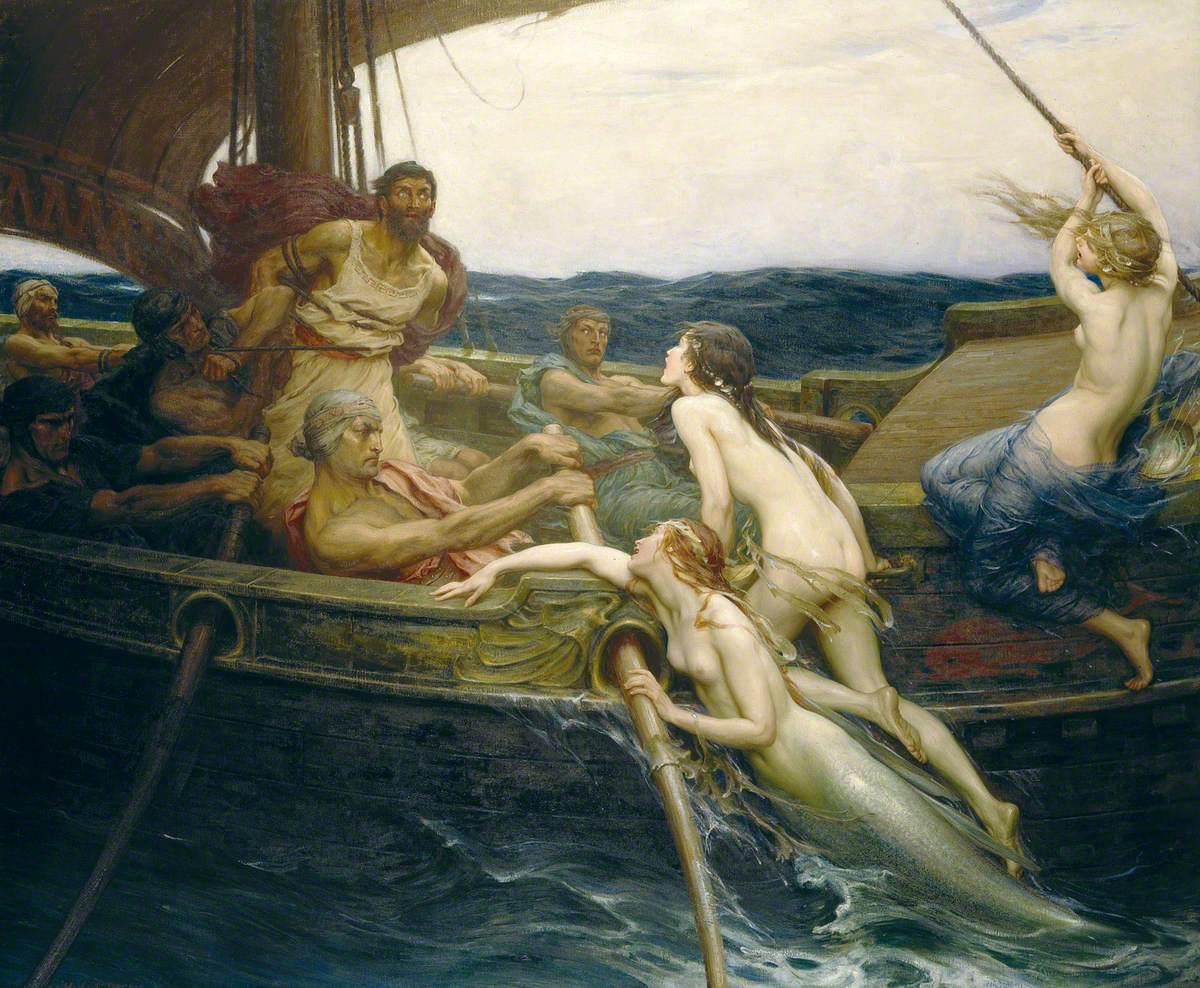
Герберт Джеймс Дрейпер. Одиссей и сирены, 1909 г.

- 9-я песнь. Одиссей наконец открывает своё имя и рассказывает о своих приключениях. Рассказы («апологи») Одиссея: Одиссей посетил страну лотофагов, питающихся лотосом, где всякий, вкусивший лотоса, забывает о родине; великан-людоед, циклоп Полифем, сожрал в своей пещере нескольких товарищей Одиссея, но Одиссей опоил и ослепил циклопа и спасся с прочими товарищами из пещеры под шерстью баранов; за это Полифем призвал на Одиссея гнев своего отца Посейдона.
- 10-я песнь. Одиссей продолжает рассказывать свои приключения. Прибытие на остров Эолию. Бог ветров Эол благосклонно вручил Одиссею мех с завязанными в нём ветрами, но уже недалеко от родины спутники Одиссея развязали мех, и буря снова отбросила их к Эолову острову. Но раздражённый Эол повелевает Одиссею удалиться. Людоеды-лестригоны уничтожили все корабли Одиссея, кроме одного, который пристал к острову волшебницы Кирки, обратившей спутников Одиссея в свиней; преодолев чары с помощью Гермеса, Одиссей в течение года был мужем Кирки.
- 11-я песнь. Одиссей спускается в преисподнюю вопросить прорицателя Тиресия и беседует с тенями матери и умерших друзей.
- 12-я песнь. Затем Одиссей проплывает мимо сирен, которые завлекают мореплавателей волшебным пением и губят их; проезжал между утёсами, на которых обитают чудовища Сцилла и Харибда. На острове солнечного бога Гелиоса спутники Одиссея убили быков бога, и Зевс послал бурю, погубившую корабль Одиссея со всеми спутниками; Одиссей выплыл на остров Калипсо.
- 13-я песнь. Одиссей заканчивает свой рассказ. Феаки, одарив Одиссея, отвозят его на родину, и разгневанный Посейдон обращает за это их корабль в утес. Превращённый Афиной в нищего старика, Одиссей отправляется к верному свинопасу Эвмею.
- 14-я песнь. Пребывание у Эвмея — жанровая идиллическая картинка.
- 15-я песнь. Возвращающийся из Спарты Телемах благополучно избегает засады женихов.
- 16-я песнь. Телемах встречается у Эвмея с Одиссеем, который открывается сыну.
- 17-я песнь. Одиссей возвращается в свой дом в виде нищего, подвергаясь оскорблениям со стороны женихов и слуг.
- 18-я песнь. Старик-Одиссей дерётся с местным нищим Иром и подвергается дальнейшим издевательствам.
- 19-я песнь. Одиссей делает приготовления к мщению. Только старая няня Эвриклея узнаёт Одиссея по рубцу на ноге.
- 20-я песнь. Злое знамение удерживает женихов, намеревающихся погубить Телемаха.
- 21-я песнь. Одиссей открывается Эвмею и Филойтию и призывает их содействовать в отмщении женихам. Пенелопа обещает свою руку тому, кто, согнув лук Одиссея, пропустит стрелу через 12 колец. Нищий пришелец единственный выполняет задание Пенелопы.
- 22-я песнь. Одиссей убивает женихов, открывшись им, и казнит изменивших ему слуг.
- 23-я песнь. Пенелопа узнаёт наконец Одиссея, сообщающего ей известную лишь им двоим альковную тайну.
- 24-я песнь. Поэма завершается сценами прибытия душ женихов в преисподнюю, свидания Одиссея с его отцом Лаэртом, восстания родственников убитых женихов и дальнейшего заключения мира между Одиссеем и родственниками убитых.

### Хронологические рамки

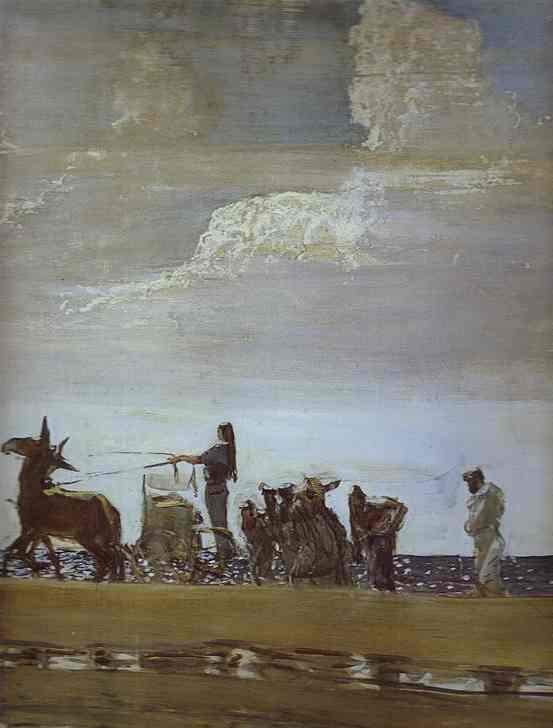
Валентин Серов. Одиссей и Навсикая

Несмотря на то, что сама одиссея (то есть странствия) главного героя заняла 10 лет, все события в «Одиссее» происходят в течение 40 суток, причём главными событиями наполнено всего 9 дней. Временные рамки произведения расширяются за счёт многочисленных вставных новелл.
Высказывалось предположение, что в Одиссее упоминается солнечное затмение, и это затмение 1178 года до н. э. Эта версия получила широкое распространение в прессе после того, как математик Марчело Маньяско и астроном Константино Байкузис опубликовали статью, в которой утверждали, что упоминания положений небесных тел (Меркурий, Луна, Венера, созвездия Волопас и Плеяды) указывают на ту же дату. Однако большинство учёных оспаривают даже факт того, что в Одиссее вообще упоминается солнечное затмение. Слова «солнце небесное, вижу я, всходит страшная тень, и под ней вся земля покрывается мраком» (Песнь двадцатая, 356—357), которые интерпретируются, как сообщение о затмении, были сказаны Феоклименом в качестве предсказания скорой смерти. Никто другой из присутствующих «затмения» не видел, Феоклимен был осмеян, более того, сказано, что на улице было светлее, чем в помещении, где происходил этот разговор. Питер Гайнсфорд заметил, что некоторые места из Одиссеи, которые были интерпретированы Маньяско и Байкузисом, как описания положения небесных светил, либо вообще не являются таковыми, либо были интерпретированы неверно. Кроме того нет никакого правдоподобного объяснения, как такие детали могли сохраниться в устной традиции на протяжении нескольких столетий и дойти до Гомера.

### Структура поэмы
Так же, как и в «Илиаде», композиция поэмы симметрична. Начало и конец поэмы посвящены эпизодам на Итаке, а композиционный центр отдан рассказу Одиссея о его странствиях, в которых главное место занимает спуск в Аид, непосредственно перекликающийся с «Илиадой» (беседа Одиссея с душами Ахилла и Агамемнона).
- Итака. Последние дни перед возвращением царя. Первые 4 песни поэмы, сосредотачивающие внимание на Телемахе, иногда обозначаются под названием «Телемахия», первоначально, возможно, самостоятельная поэма.
- Одиссей.
  - с 5-й по 8-ю песни поэмы — последние дни из десятилетнего странствия перед возвращением Одиссея домой.
  - «Апологи» — рассказы Одиссея о приключениях (с 9-й по 12-ю песнь). Некоторые исследователи[кто?] считают, что история странствий сложилась из двух самостоятельных некогда циклов:
    - Первый эпический цикл — рассказ о событиях в западном Средиземноморье, где героя преследовал бог Посейдон и держала в плену Калипсо.
      - Центральная история пребывания героя в загробном царстве. Соединяет оба цикла. Т. н. «nekuia» — повествование о путешествии в мир мёртвых (этот литературный термин применяется также к сходному путешествию Энея в «Энеиде». Часть катабасиса).

    - Второй эпический цикл рассказывает о действиях в районе Чёрного моря, где гнев бога Гелиоса из-за убийства священных коров обрекает героя на скитания, а роль Калипсо выполняла Кирка. «Апологи» заканчиваются прибытием Одиссея на остров Калипсо (с отбытия Одиссея с этого же острова начинается 5-я песня — композиция закольцовывается, семь лет, прошедших у Калипсо, вычеркнуты).
- Итака. Окончательное прибытие мужа домой (13—23 песни) и возмездие.
  - Последняя, 24-я песня (550 строк) некоторыми учёными[кем?] считается более поздним добавлением к оригинальному тексту, сделанным кем-то другим[источник не указан 938 дней].

### Компоненты «Одиссеи»
«Одиссея» построена на достаточно архаическом материале. Главный герой — Одиссей, у этрусков Uthsta, лат. Ulixes — старинная, по-видимому ещё догреческая фигура с несколько эллинизованным народной этимологией именем.
В поэме использованы широко распространённые фольклорные сюжеты:
- сюжет о муже, который после долгих странствий возвращается на родину неузнанным и попадает на свадьбу жены. Его опознают по троекратным признакам (шрам, лук, конструкция кровати).
- сюжет о сыне, отправляющемся на поиски отца.

Почти все эпизоды странствий Одиссея имеют многочисленные сказочные параллели. Их сопоставление с родственными сказками показывает, что в поэме сказочный материал подвергся значительной переработке в рационалистическом направлении. Многие сказочные моменты сохранены лишь в рудиментарном виде. Сказка получает тенденцию превратиться в бытовую новеллу. Многие моменты, принадлежавшие в прежних вариантах развития сюжета к сверхъестественному миру, получают реалистически-описательную трактовку.
Форма рассказа от первого лица, которая используется для повествований о странствиях Одиссея, традиционна для этого жанра (ср. фольклор мореплавателей) и известна из египетской литературы начала 2-го тысячелетия (рассказ «потерпевшего кораблекрушение»). В рассказах, вложенных в уста Одиссея («апологах»), могли отложиться географические наблюдения ионийских мореплавателей. Но многочисленные попытки географической локализации странствий Одиссея не привели к однозначным и удовлетворительным результатам.
Одиссей как персонаж и приписываемые ему странствия могли быть придуманы не одновременно: многое в «Одиссее» может являться заимствованием из сказаний о других героях, например из цикла аргонавтов, на популярность которого указывается в самой «Одиссее». Во всяком случае, в тексте поэмы остались несглаженными многочисленные следы предшествующих разработок сюжета.
У исследователей распространена гипотеза Кирхгофа, что «Одиссея» является переработкой нескольких «малых эпосов» («Телемахия», «странствия», «возвращение Одиссея» и т. п.). Также правдоподобна гипотеза существования одной или нескольких «праодиссей», то есть поэм, которые содержали в себе сюжет полностью и легли в основу канонической «Одиссеи». «Унитарная» теория рассматривает поэму как целостное произведение единого автора, использовавшего различные источники. Некоторые из «унитариев» поддерживают и традиционное представление о едином авторе «Илиады» и «Одиссеи» (Гомере), считая «Одиссею» лишь более поздним произведением Гомера.

## Главный герой
Подробнее см. также: Одиссей.
Хотя поэма — героическая, в образе главного героя героические черты — не главное. Они отступают на задний план по сравнению с такими качествами, как ум, хитрость, изобретательность и расчётливость. Основная черта Одиссея — непреодолимое желание вернуться домой, к семье.
Судя по обеим гомеровским поэмам, Одиссей — подлинно эпический герой и вместе с тем то, что называют «всесторонне развитой личностью» (πολύτροπον ἀνέρος): храбрый воин и умный военачальник, опытный разведчик, первый в кулачном бою и беге атлет, отважный мореход, искусный плотник, охотник, торговец, рачительный хозяин, сказитель. Он любящий сын, супруг и отец, но он же и любовник коварно-прекрасных нимф Кирки и Калипсо. Образ Одиссея соткан из противоречий, гипербол и гротеска. В нём на первый план выделена текучесть человеческой природы, её способность к метаморфозам в вечном поиске все новых сторон бытия. Одиссею покровительствует мудрая и воинственная Афина, а сам он подчас напоминает морского бога Протея своей способностью легко менять свой облик. На протяжении десяти лет возвращения домой он предстаёт мореплавателем, разбойником, шаманом, вызывающим души мёртвых (сцены в Аиде), жертвой кораблекрушения, нищим стариком и т. д.
Чувствуется, что герой при этом как бы «раздваивается»: он искренне переживает гибель друзей, страдания, жаждет вернуться домой, но он и наслаждается игрою жизни, легко и искусно играет роли, предлагаемые ему обстоятельствами (человека по имени «Никто» в пещере Полифема, жителя Крита, обитателя острова Сира и пр.). В его личности и судьбе сплетаются неразрывно трагическое и комическое, высокие чувства (патриотизм, почтение к богам) и житейские прозаические. Одиссей и ведёт себя подчас не лучшим образом: он жадничает, откладывает себе лучший кусок на пиру, ждёт подарков даже от Полифема, проявляет жестокость к рабам, лжёт и изворачивается ради какой-нибудь выгоды. И все же общий баланс и симпатия — в пользу Одиссея — страдальца, патриота и неутомимого путешественника, воина, мудреца, первооткрывателя новых пространств и новых возможностей человека.
Мирча Элиаде придавал мифу об Одиссее исключительное значение, что видно из его следующих слов: «Одиссей для меня — первообраз не только человека современной эпохи, но и человека грядущего, поскольку он представляет собой тип гонимого странника. Его скитания — это путь к Центру, в Итаку, то есть путь к себе. Он — опытный мореплаватель, но судьба, а другими словами, инициатические испытания, из которых он должен выйти победителем, все время вынуждают его оттягивать возвращение к своим пенатам. Миф об Одиссее, я думаю, для нас очень важен. В каждом из нас есть что-то от Одиссея, когда мы ищем самих себя, надеемся дойти до цели и тогда уж точно вновь обрести родину, свой очаг, снова найти себя. Но, как в лабиринте, в каждых скитаниях существует риск заблудиться. Если же тебе удаётся выйти из лабиринта, добраться до своего очага, тогда ты становишься другим».

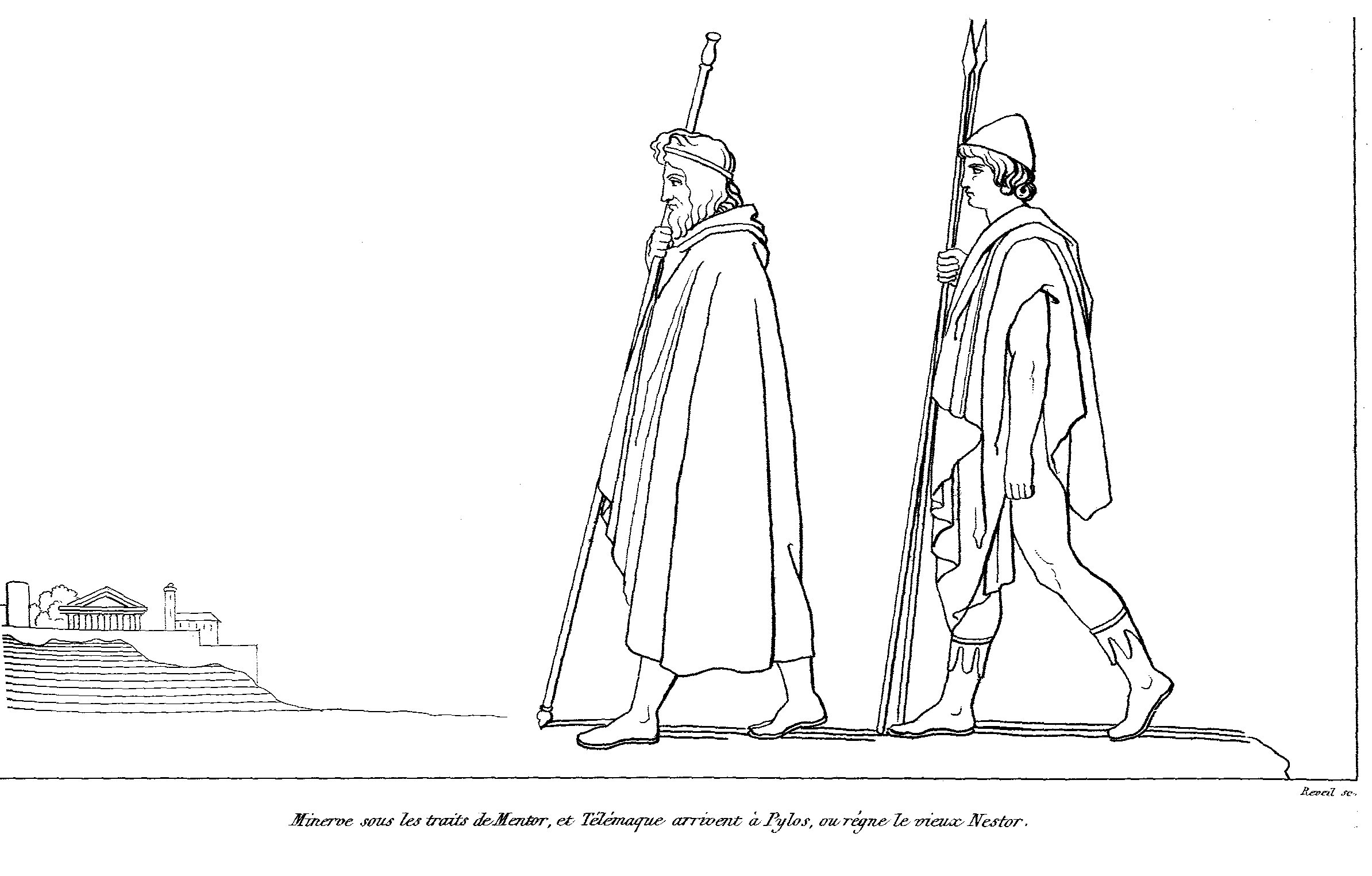
Афина в облике Ментора сопровождает Телемаха

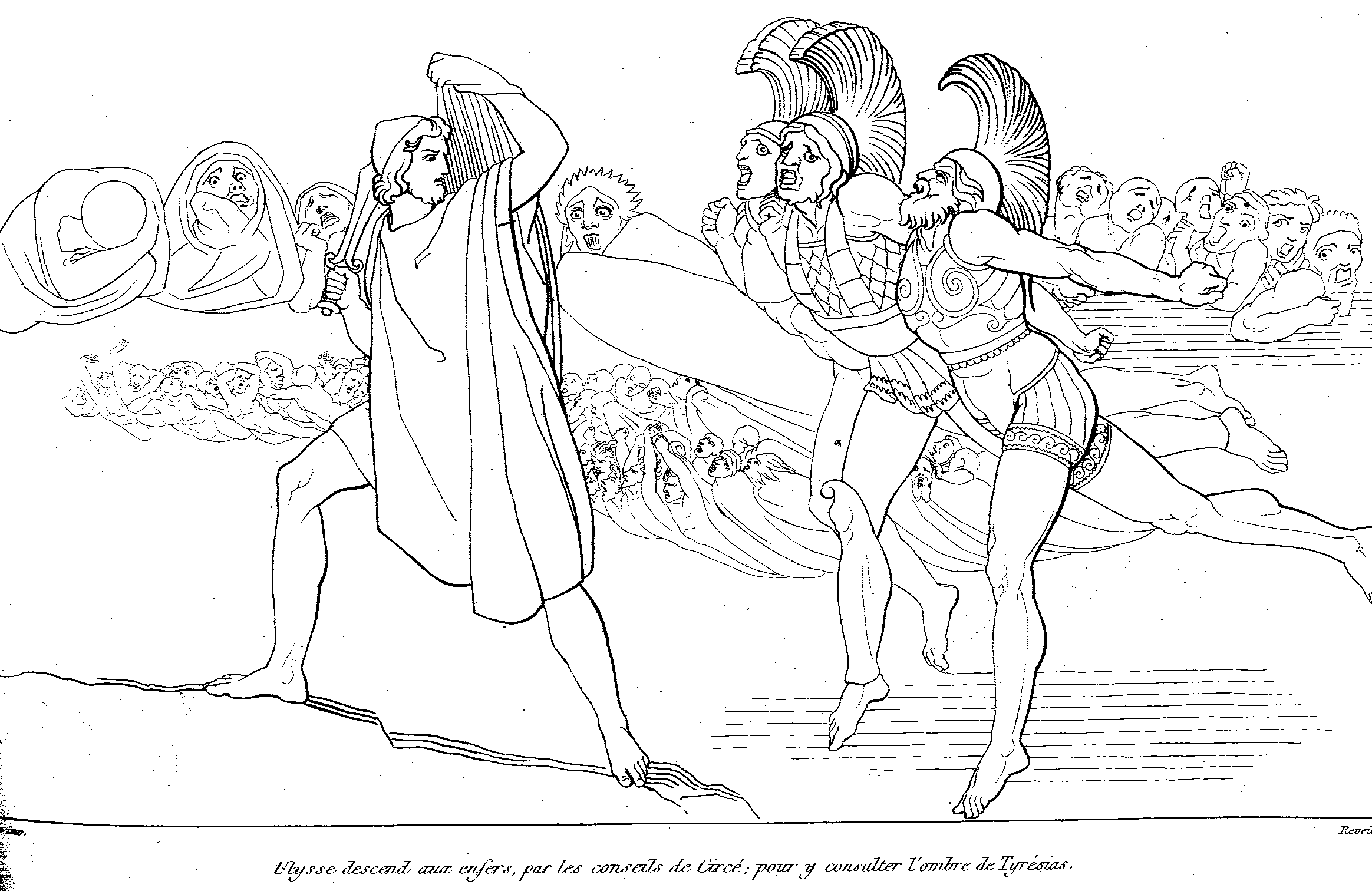
Одиссей спускается в подземный мир

## История и язык поэмы

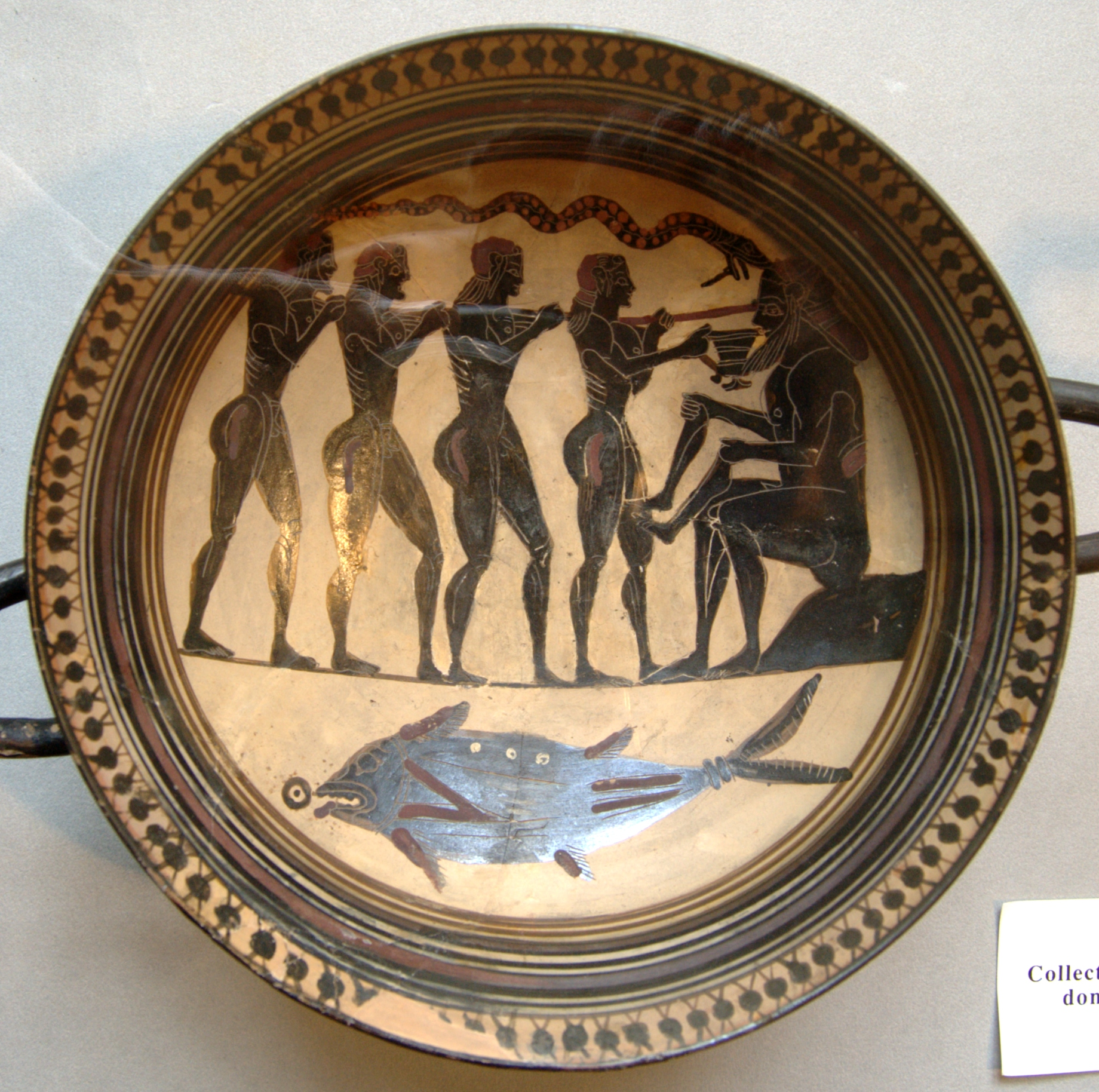
Одиссей со спутниками выкалывают глаз Полифему. Роспись чернофигурного килика

Поэма написана гекзаметром — традиционным размером героической поэзии. Состоит из 12 110 стихов. Разделена на 24 песни (позднейшими античными издателями). По-видимому, она была сложена на малоазийском побережье Греции, заселённом ионийскими племенами (нынешняя Турция), или на одном из прилегающих островов. Вероятно, её автор был уже знаком с алфавитом, и создавал её в письменном, а не в устном виде (считают исследователи, ссылаясь на сложность её структуры). Но в ней встречаются значительные отпечатки традиционной манеры устного стихосложения, например, повторы и т. н. формульный эпический стиль, который требует употребления сложных эпитетов («быстроногий», «розовоперстая»), употреблённых для метрической гладкости. Эти формулы повсеместно были в употреблении у аэдов и первых творцов письменной поэзии. Факт всё же в том, что впервые гомеровские поэмы в письменном виде были опубликованы в IV в. до н. э., передаваясь до этого в устном виде. Поздние источники (Цицерон, Павсаний, Элиан и др.) упоминают, что для записи поэм при Писистрате в Афинах была создана специальная комиссия. Это было событием государственного значения.
Считается[кем?], что пра-Илиады или пра-Одиссеи не было, однако перед созданием поэм существовал некий набор мифологических и героических сюжетов, песен, которые стали материалом для создателей гомеровских поэм. Кроме ранней греческой поэзии у Гомера встречаются отголоски минойской культуры, и даже связь с хеттской мифологией. Но главный материал для него — микенский период.
Язык «Илиады» и «Одиссеи» не соответствует ни одному региональному диалекту или какому-либо этапу развития греческого языка. По фонетическому облику язык Гомера ближе всего стоит к ионийскому диалекту, но демонстрирует множество архаических форм, которые напоминают о греческом языке микенской эпохи (известном благодаря табличкам с линейным письмом В). Также часто встречаются флективные формы, никогда не употреблявшиеся одновременно в живом языке. Много элементов, свойственных эолийскому диалекту, происхождение которых не выяснено.
В 2018 году археологи из экспедиции, занимавшейся раскопками на Олимпии, сообщили, что обнаружили глиняный черепок с записью тринадцати строк из XIV песни «Одиссеи», предварительно датирующийся III веком до н. э. Если эта датировка подтвердится, это, возможно, будет старейшим из известных на данное время фрагментов гомеровского эпоса.

### Влияние на европейскую литературу
Средневековая Западная Европа, в V в. потерявшая знание древнегреческого языка, с «Илиадой» и «Одиссеей» знакома не была. Лишь только после падения Константинополя, в конце XV в. византийские учёные познакомили ренессансную Италию с гомеровскими произведениями (первое издание «Одиссеи» в 1488 году).
В позднейшей судьбе гомеровских поэм «Одиссея» играла значительно меньшую роль, чем «Илиада», вокруг которой главным образом и разыгрывались литературные споры об эпической поэме. Неизвестная в средние века и оказавшая воздействие на европейскую литературу лишь через посредство «Энеиды» Вергилия (мотив нисхождения в преисподнюю), «Одиссея» вызвала заметный интерес в XV—XVI века. Ганс Сакс драматизировал её в своём «Странствии Улисса», а поскольку «чудесное» входило почти обязательной составной частью в европейскую поэму, сказочно-фантастическая сторона «Одиссеи» неоднократно использовалась поэтами этого времени (Боярдо, Ариосто, Спенсер), пока идеология католической реакции не отдала и здесь предпочтения христианскому чудесному элементу (merveilleux chrétien).
Но, вообще говоря, нравоописательный («этический», по античной терминологии, в отличие от «патетической» «Илиады») характер «Одиссеи» сближал её в литературном сознании нового времени скорее с романом, чем с эпопеей. Сравнительная простота гомеровских нравов (например царевна Навсикая, стирающая бельё), жанристско-идиллический интерес к простолюдину («божественный» свинопас Эвмей) и т. п. — эти «низменные» элементы (bassesse) делали «Одиссею» ещё менее приемлемой, чем «Илиада», для поэтики французского классицизма. Зато «естественность» и «невинность» нравов, изображённых в «Одиссее», вызвала восхищение теоретиков литературы XVIII века (предшественником их является Фенелон как в теоретических работах, так и в моралистическом романе «Похождения Телемаха»), и материал «Одиссеи» был широко использован наряду с «Илиадой» для построения теории эпоса (Гёте, Шиллер, Гумбольдт).
Переносное значение после этой поэмы приобрели имена собственные: одиссея, лотофаги, циклопы (латинская форма имени киклопов), Пенелопа, Цирцея, Телемах, Ментор, Сцилла и Харибда и проч.

### Переводы на русский язык
Первый перевод «Одиссеи» на русский осуществил в начале 60-х годов XVIII в. К. А. Кондратович, прозой, с латыни, с издания Иоанна Спондана. Перевод так и не издан, хотя сохранился. П. Е. Екимову, по всей видимости, принадлежит первый полный прозаический перевод с греческого, изданный в 1788 г.
Классическим переводом «Одиссеи» на русский стала работа В. А. Жуковского (1849, с немецкого подстрочника), известны также переводы Викентия Вересаева (1953), Павла Шуйского (1948, Свердловский университет).
Перевод Исраэля Шамира выполнен в 80-е годы XX в. с перевода поэмы на английский язык Лоуренсом Аравийским. Этот современный перевод лишён архаизмов и написан не гекзаметром, а прозой. В 2013 году была опубликована первая песнь «Одиссеи» в переводе Максима Амелина, вызвавшем критику.
Сам Амелин о предыдущих переводах отзывался так:

Жуковский переводил с немецкого, а из эпической поэмы попытался сделать роман. С первых слов складывается впечатление, что Одиссей у него не страдалец, обречённый богами на скитания, а какой-то турист XIX века, вроде Чайльд-Гарольда: поехал туда, посмотрел то. Что же касается двух других русских переводов — Вересаев знал язык, но решил взять перевод Жуковского и приблизить его к оригиналу. Получилось нечто среднее, ни то, ни сё. Последний же по времени русский перевод «Одиссеи» был опубликован после войны профессором Свердловского университета Павлом Шуйским, у которого всё хорошо было с древнегреческим — но не очень с русским.
В 2014 году опубликованы первые три песни «Одиссеи» в переводе А. А. Сальникова, автора переводов «Илиады» (2011) и «Одиссеи» (2014—2015) на современный русский язык.
В 2022 году вышел прозаический пересказ (перепев) «Одиссеи» Сергея Носова, где 24 песни изложены примерно втрое меньшим, чем в оригинале, объёмом текста так, чтобы современный читатель сопереживал рассказу так же, как в своё время античные слушатели.

## Переводы
- Одиссея. Героическое творение Омира. Переведена с еллиногреческого языка [прозой П. Е. Екимовым]. Ч. 1-2. — М., 1788.
- Одиссея / Пер. [прозой] И. Мартынова. В 4 ч. — СПб., 1826—1828.
- Гомерова Одиссея. Перевод В. Жуковского. Изд. 2-е. Т. 5 // Собрание сочинений В. Жуковского. — 6-е изд. — СПб.: тип. Имп. Акад. наук, 1869.
- Гомер. Одиссея в изложении Лукаса Коллинза / Пер. с англ. Ф. Резенера. — СПб.: В. Ковалевский, 1876. — [4], 172 с. — (Сборник древних классиков для русских читателей).
- Гомер. Одиссея / Пер. П. А. Шуйского. — Свердловск, 1948. — 424 с. — 1000 экз.
- Гомер. Одиссея / Пер. В. Вересаева. — М., 1953.